# Vanilla poitaei
Vanilla poitaei é uma espécie de orquídea de hábito escandente e crescimento reptante que existe do Caribe até a região centro-oeste do Brasil. São plantas clorofiladas de raízes aéreas; sementes crustosas, sem asas; e inflorescências de flores de cores pálidas que nascem em sucessão, de racemos laterais.}}
Esta espécie pode ser reconhecida entre as Vanilla por apresentar folhas muito atrofiadas medindo até oito milímetros de comprimento.